# 曾云波
曾云波（1944年—），男，福建福州人，中国数学家，中国科学技术大学教授。曾任中国工业与应用数学学会秘书长、副理事长。